# آرامگاه مقام علی
ارامگاه مقام علی مربوط به دوره صفوی است و در دزفول، محله صحرابدرمغربی، پشت مصلی در خیابان مقام علی واقع شده و این اثر در تاریخ ۹ اردیبهشت ۱۳۸۲ با شمارهٔ ثبت ۸۳۷۰ به‌عنوان یکی از آثار ملی ایران به ثبت رسیده است.